# Valle de Bravo (municipi)
Valle de Bravo és un municipi de l'estat de Mèxic. Valle de Bravo és el cap de municipi i principal centre de població d'aquesta municipalitat. Aquest municipi és a la part nord-occidental de l'estat de Mèxic. Limita al nord amb els municipis de Villa Victoria, al sud amb Zacazonapan, a l'oest amb Ixtapan del Oro i a l'est amb Amanalco.